# Перша поправка до Конституції США

Білль про права

Перша поправка до Конституції США (англ. First Amendment to the United States Constitution) набрала чинності 15 грудня 1791 року і була частиною Білля про права. Вона проголошує загальні свободи громадян Сполучених Штатів Америки, гарантуючи, що Конгрес США не буде:
- видавати закони щодо заборони або впровадження будь-якої релігії
- видавати закони, які будь-яким чином обмежують свободу слова
- видавати закони, які будь-яким чином обмежують свободу преси
- видавати закони, які будь-яким чином обмежують свободу зборів
- обмежувати право народу звертатися до Уряду з петиціями про задоволення скарг.

## Текст поправки
| Конгрес не має права видавати закони щодо впровадження будь-якої релігії чи заборони вільно сповідувати її, а також не має права видавати закони, що обмежують свободу слова, друку і права народу мирно збиратися і звертатися до уряду з проханням усунути якусь кривду. Оригінальний текст (англ.) Congress shall make no law respecting an establishment of religion, or prohibiting the free exercise thereof; or abridging the freedom of speech, or of the press; or the right of the people peaceably to assemble, and to petition the Government for a redress of grievances. |

## Трактування поправки
Перша поправка неодноразово по-різному трактувалася Верховним судом США у спірних випадках. Так, 1989 року суд скасував закон штату Техас про заборону на публічне спалення американського прапора, мотивуючи це Першою поправкою до Конституції. Іншим гучним випадком стало рішення, за яким викладання у школах теорії наукового креаціонізму порушує свободу релігії, декларовану у Першій поправці.

## Цікаві факти
Згідно із соціологічним опитуванням 2006 року, тільки кожен четвертий респондент із тисячі опитаних (250 людей) зміг згадати більше однієї свободи, гарантованої Першою поправкою, а назвати всі свободи змогла лише одна людина з тисячі.